# Rutocerina
La rutocertina es uno de los tres únicos subórdenes en la clasificación de Nautilida de Shimankiy (1957) , siendo los otros dos Lirocerina y Nautilina. 
Los géneros de Rutocerina se redistribuyen (Kümmel 1964) en Rutoceratina, Tainoceratina y Centroceratina. La Lirocerina se redefine como Liroceratina, y Nautilina permanece como está. En términos generales, son similares a la clasificación más simple propuesta por Kümmel 1964, en la que Nautilida se divide en cinco superfamilias: Tainocerataceae , Trigonocerataceae , Clydonautilacea , Aipocerataceae y Nautilaceae . La clasificación de Shimanskiy incluye 34 familias, la de Kümmel sólo veintisiete.